# Víctor Ramos
Víctor Ramos (Rosario, 4 settembre 1958) è un ex calciatore argentino, di ruolo attaccante.

## Carriera

### Club
Ha giocato nella massima serie dei campionati argentino e francese.

### Nazionale
Ha giocato 8 partite in nazionale, partecipando alla Copa América 1983.

## Palmarès

### Club

#### Competizioni nazionali
- Campionato argentino: 1

Newell's Old Boys: 1987-1988

### Individuale
- Capocannoniere del campionato argentino: 1

Metropolitano 1983 (30 reti)